# Sauerbraten (videojuego)
Sauerbraten es, al mismo tiempo, un videojuego y  un motor de juego para videojuegos de acción en primera persona. Está publicado como software libre.
En el videojuego  se incluyen escenarios, personajes, armas, texturas y modelos tridimensionales.
Debido a que Sauerbraten se encuentra en permanente desarrollo activo y, aunque es totalmente jugable y presenta un considerable nivel de desarrollo, el juego puede tener  evoluciones que pueden no estar recogidas en este artículo.

## Precedentes
Sauerbraten está basado en el videojuego Cube, compartiendo además sus objetivos de diseño y su filosofía. No obstante, mientras que los mapas de Cube poseen una estructura que no permite la superposición de 2 áreas del mapa a diferentes alturas, Sauerbraten elimina esta limitación ofreciendo mapas totalmente tridimensionales.

## Creación y edición de mapas de juego
Tanto Sauerbraten como Cube pretenden introducir un nuevo concepto en la edición de los mapas 3D en los que se desarrollan las partidas. Ambos juegos están diseñados para permitir la modificación de estos mapas directamente desde el propio motor. Basta pulsar un botón en mitad del juego para entrar en el modo de edición y poder modificar cualquier estructura del entorno de juego de forma mucho más sencilla frente a los sistemas habituales de creación y edición en otros motores de juego.

## Tipos de juego
Es posible jugar tanto en solitario como junto con otros jugadores, y también a través de internet.

### Sistema para un jugador
En el modo para un jugador el juego ofrece una serie de mapas, armas y enemigos similares a otros juegos del mismo género. El jugador se enfrenta a una lista de criaturas y demonios de variada naturaleza. Muchos de ellos presentan similitudes con algunos de los enemigos de Doom.
Es posible jugar en 2 modos de juego diferentes para un jugador:
- Modo SP (Singleplayer): modo muy similar al resto de juegos de acción para un jugador. Diferentes enemigos y objetos se encuentras estratégicamente distribuidos por el mapa en lugares determinados. Los enemigos solo detectarán al jugador si este se encuentra en su campo de visión. El objetivo es finalizar el recorrido del mapa con vida.
- Modo DMSP (Deathmatch Singleplayer): en este otro modo, 10 segundos después de iniciada la partida, una cantidad determinada de enemigos (en función del nivel de dificultad) comenzará a aparecer rápidamente y se dispondrá a perseguir al jugador. Hay objetos que reaparecen constantemente en posiciones fijas del mapa para proporcionar al jugador suministros constantes de munición y puntos de vida. El objetivo es exterminar a todos los enemigos.

### Sistema multijugador
En el modo de juego multijugador aparece un dinamismo considerable y, en comparación con otros juegos del mismo género, en Sauerbraten no se experimenta apenas lag, gracias a su característica arquitectura cliente-servidor.
El sistema multijugador permite jugar en los siguientes modos de juego diferentes:
- Free for all: todos contra todos.
- Coop edit: edición de mapas cooperando en grupo.
- Duel: duelos 1 contra 1 (el resto de jugadores en la partida observan los combates hasta que a cada uno le llega su turno para combatir).
- Teamplay: juego por equipos.
- Instagib: no aparecen objetos, pero todo jugador posee 100 balas de rifle y solo 1 punto de vida.
- Instagib team: como el anterior pero por equipos.
- Efficiency: no aparecen objetos, pero todo jugador posee todas las armas, munición completa y una armadura amarilla.
- Efficiency team como el anterior pero por equipos.
- Insta arena como instagib pero cada jugador quedará apartado del juego al ser eliminado hasta que solo quede un jugador con vida, el ganador de la ronda (los jugadores apartados quedan observando el juego).
- Insta clan arena como el anterior pero por equipos, el equipo que quede con vida eliminando al otro gana la ronda.
- Tactics arena
- Tactics clan arena
- Capture
- Capture the flag Captura la bandera.

#### Arquitectura cliente-servidor
La comunicación entre los jugadores de Sauerbraten para juegos multijugador está basada en relaciones entre clientes pesados y un servidor liviano. De tal modo que el jugador que actúa como servidor no necesita invertir demasiada potencia en su microprocesador ni requiere el soporte de una alta velocidad de conexión, ya que la mayor parte de las operaciones se realizan entre los clientes de cada jugador.
Mientras que por un lado esto presenta grandes ventajas, en cuanto a que es mucho más fácil abrir servidores donde no exista lag entre los jugadores, también aparece el inconveniente de que sería sencillo alterar el comportamiento de uno de los clientes para introducir trampas en el juego y dar ventajas al jugador del cliente modificado.
Sin embargo, actualmente no existe mayor problema en este aspecto. De todas formas se ha podido detectar el uso de "speed hack", aimbots y autoshooters. Las partidas suelen realizarse en un ambiente de confianza. No obstante se está considerando la inclusión de algún sistema social que permita encontrar jugadores de confianza con los que jugar con garantía. Se han desarrollado clientes antitrampas, como el ofrecido por psl sauerleague, pero estos se suelen usar solo para campeonatos.